# Arrondissement de Tempelhof-Schöneberg
Tempelhof-Schöneberg [ˈtɛmpl̩hoːf ˈʃøːnəˌbɛʁk] est le 7e arrondissement administratif (Bezirk) de Berlin. Il fut formé en 2001 à la suite de la fusion des anciens districts de Tempelhof et de Schöneberg.
Il abritait l'aéroport de Tempelhof, fermé en 2008 et converti en un gigantesque espace vert de 380 hectares en 2010.

## Les quartiers
Depuis la réforme de 2001, Tempelhof-Schöneberg est divisé en 6 quartiers (Ortsteil):
| Quartier                               | Superficie (km2) | Population (01/2017) | Densité (hab/km2) | Carte                                |
| -------------------------------------- | ---------------- | -------------------- | ----------------- | ------------------------------------ |
| (0701) Schöneberg                      | 10,61            | 121 296              | 11 432            | District map of Tempelhof-Schöneberg |
| (0702) Friedenau                       | 1,68             | 28 180               | 16 774            | District map of Tempelhof-Schöneberg |
| (0703) Tempelhof                       | 12,20            | 61 802               | 5 066             | District map of Tempelhof-Schöneberg |
| (0704) Mariendorf                      | 9,38             | 51 795               | 5 522             | District map of Tempelhof-Schöneberg |
| (0705) Marienfelde                     | 9,15             | 32 238               | 3 523             | District map of Tempelhof-Schöneberg |
| (0706) Lichtenrade                     | 10,10            | 50 797               | 5 029             | District map of Tempelhof-Schöneberg |
| Arrondissement de Tempelhof-Schöneberg | 53,09            | 346 108              | 6 519             | District map of Tempelhof-Schöneberg |

## Politique

Les 55 délégués élus pour la période 2016-2021 et leurs couleurs partisanes respectives :
SPD 15
Grüne 13
CDU 12
AfD 6
Die Linke 5
FDP 4

Le conseils d'arrondissement sont nommés par 55 délégués bénévoles élus pour cinq ans. La dernière élection a eu lieu le 18 septembre 2016, en parallèle des élections législatives.

### Maires successifs depuis 2001
| Mandat                              | Maire d'arrondissement | Parti |
| ----------------------------------- | ---------------------- | ----- |
| 1er janvier 2001 - 19 décembre 2001 | Dieter Hapel           | CDU   |
| 19 décembre 2001 - 23 novembre 2011 | Ekkehard Band          | SPD   |
| depuis le 23 novembre 2011          | Angelika Schöttler     | SPD   |

### Jumelages
- Ahlen (Allemagne) depuis 1964
- Amstelveen (Pays-Bas) depuis 1957
- Bad Kreuznach (Allemagne) depuis 1964
- London Borough of Barnet (Royaume-Uni)
- Charenton-le-Pont (France)
- Charleston (États-Unis)
- Koszalin (Pologne) depuis 1995
- Nahariya (Israël) depuis 1970
- Paderborn (Allemagne) depuis 1962
- Penzberg (Allemagne) depuis 1964
- Teltow-Fläming (Allemagne) depuis 1991
- Werra-Meißner-Kreis (Allemagne) depuis 1957
- Wuppertal (Allemagne) depuis 1964